# Augustin Gschmus
Augustin Gschmus, auch Gemuseus (* um 1490 in Mülhausen; † 1543 in Mülhausen) war ein elsässischer evangelischer Theologe und Reformator.

## Leben
Der Sohn des Krämers Nikolaus Gschmus wurde in Mülhausen im Elsass geboren und sollte eine geistliche Bildung erhalten. Daher kam er zuerst wahrscheinlich auf die Lateinschule Schlettstadt. Zum Studium ging er nach Basel (um 1505). Dort trat er in den Augustinerorden ein, wurde Priester und verwaltete von 1505 bis 1511 das Spital bei der Johanneskapelle in Mülhausen, bis er im April 1513 als Kaplan an die Stephanskirche in St. Beat berufen wurde.
In den beginnenden 1520er Jahren bezeichnete er sich bereits als Erasmianer und überzeugten Anhänger Martin Luthers. Überlegen und vermittelnd setzte sich Gschmus für die Verbreitung des Evangeliums ein. Anfang der 1520er Jahre war auch der Rat Mülhausens von ihm dazu gebracht worden, die Reformtätigkeit in die Hand zu nehmen. Außer der evangelischen Predigt wurde eine neue Liturgie eingeführt. Unterricht und Diakonie wurden von den biblischen Voraussetzungen aus gestaltet. Gschmus wurde vom Rat zu den Disputationen nach Baden (1526) und Bern (1528) abgeordnet. 
Nach seiner Rückkehr aus Bern übernahm er als erster Evangelischer das Pfarramt in Mülhausen. Im selben Jahr heiratete er. Als es in der Schweiz um das Bekenntnis ging, trat Gschmus auf den großen Synoden von Basel und Aargau 1535/36 gelegentlich hervor. Auch beim Abschluss der Wittenberger Konkordie vertrat er seine Stadt und leistete seine Unterschrift. Da er Parteigänger Straßburgs war, musste es zum Gegensatz zwischen ihm und den Zürchern kommen (1538).